# Uropyxis diphysae
Uropyxis diphysae ist eine Ständerpilzart aus der Ordnung der Rostpilze (Pucciniales). Der Pilz ist ein Endoparasit der Hülsenfrüchtlergattung Diphysa. Symptome des Befalls durch die Art sind Rostflecken und Pusteln auf den Blattoberflächen der Wirtspflanzen. Sie ist in Mittelamerika verbreitet.

## Merkmale

### Makroskopische Merkmale
Uropyxis diphysae ist mit bloßem Auge nur anhand der auf der Oberfläche des Wirtes hervortretenden Sporenlager zu erkennen. Sie wachsen in Nestern, die als gelbliche bis braune Flecken und Pusteln auf den Blattoberflächen erscheinen.

### Mikroskopische Merkmale
Das Myzel von Uropyxis diphysae wächst wie bei allen Uropyxis-Arten interzellulär und bildet Saugfäden, die in das Speichergewebe des Wirtes wachsen. Ihre Spermogonien wachsen beidseitig in kleinen Gruppen auf den Wirtsblättern. Die Aecien der Art sind nicht bekannt. Gleiches gilt für die Uredien des Pilzes, möglicherweise bildet er keine aus. Die hellgelblichen Uredosporen sind 18–22 × 14–16 µm groß, eiförmig bis ellipsoid und stachelwarzig. Die beidseitig wachsenden Telien der Art sind schwarzbraun, pulverig und unbedeckt, sie besitzen Paraphysen. Die zimtbraunen bis goldenen Teliosporen sind zweizellig und doppelwandig, in der Regel breitellipsoid, stachelwarzig und meist 36–44 × 24–27 µm groß. Ihre Stiele sind farblos und apikal geschwollen.

## Verbreitung
Das bekannte Verbreitungsgebiet von Uropyxis diphysae reicht vom südlichen Mexiko bis nach Costa Rica.

## Ökologie
Die Wirtspflanzen von Uropyxis diphysae sind Diphysa robinioides und D. suberosa. Der Pilz ernährt sich von den im Speichergewebe der Pflanzen vorhandenen Nährstoffen, seine Sporenlager brechen später durch die Blattoberfläche und setzen Sporen frei. Die Art durchläuft einen wohl mikrozyklischen Entwicklungszyklus mit Spermogonien, Aecien und Telien. Als autoöker Parasit macht sie keinen Wirtswechsel durch.